# Pristimantis sobetes
Pristimantis sobetes es una especie de anfibio anuro de la familia Craugastoridae.

## Distribución
Esta especie es endémica de la provincia de Pichincha en Ecuador. Habita en la cuenca del Río Saloya entre los 1700 y 2050 m sobre el nivel del mar en la Cordillera Occidental.

## Descripción
El holotipo femenino mide 41.3 mm.

## Publicación original
- Lynch, 1980 : Two new species of earless frogs allied to Eleutherodactylus surdus (Leptodactylidae) from the Pacific slopes of the Ecuadorian Andes. Proceedings of the Biological Society of Washington, vol. 93, n.º 2, p. 327-338[5]